# L'Arbreda (Sant Martí de Llémena)
L'Arbreda és una masia de Sant Martí de Llémena (Gironès) inclosa a l'Inventari del Patrimoni Arquitectònic de Catalunya.

## Descripció
És un conjunt format per la masia, la pallissa i l'era. La pallissa se situa al costat esquerre de la façana principal de la masia, davant l'era, que les comunica. És d'una nau, planta rectangular amb afegits a la part dreta, de planta baixa i un pis, teulat a dues aigües i carener perpendicular a façana principal. Realitzada en pedra vista i teulat de cairats de fusta i llates.
La masia és de planta rectangular amb teulat a dues aigües i carener perpendicular a la façana principal. De planta baixa i golfes. La composició d'obertures és lliure, ressaltant la porta d'entrada de pedra i de forma semidovellada. Finestra de llinda planera al damunt, datada el 1657 i amb una creu inscrita. A les façanes laterals hi ha una finestra de modillons a cada una. Pel costat dret, i posteriorment, ha tingut una ampliació tan vertical com horitzontal, però molt poc. El teulat es remata amb un ràfec de teules volades.
La llinda indica la data de 1657.